# Брага, Даниела
Даниела Брага (порт. Daniela Braga; родилась 22 января 1992, Сан-Пауло) — бразильская модель.
В модельном бизнесе с 2012 года. 
Многократно фотографировалась для обложек различных модных журналов, среди которых можно выделить: Harper's Bazaar, V, Elle, Interview, Marie Claire, Numéro, Purple.
В различное время принимала участие в показах: Blumarine, Brood, Custo Barcelona, Dennis Basso, Givenchy, J.Crew, Jo No Fui, Lorena Sarbu, Maurizio Pecoraro, Nicole Miller, Parkchoonmoo, Philipp Plein, Rachel Zoe, Roccobarocco, Tibi, Maiyet, Anthony Vaccarello, Victoria's Secret, Balmain, Paco Rabanne, Pull & Bear, Valentin Yudashkin, Vionnet, Colcci и других.
В  2014, 2015 и 2016 годах была приглашена на итоговый показ компании «Victoria’s Secret».